# Westfield, Vermont
Westfield är en kommun (town) i Orleans County i den amerikanska delstaten Vermont med en yta av 104,1 km² och en folkmängd, som uppgår till 503 invånare (2000). Staden grundades 1780 och fick sitt namn efter politikern William West från Rhode Island.

## Kända personer från Westfield
- Carroll S. Page, politiker